# ヒンメル・ウント・エアデ

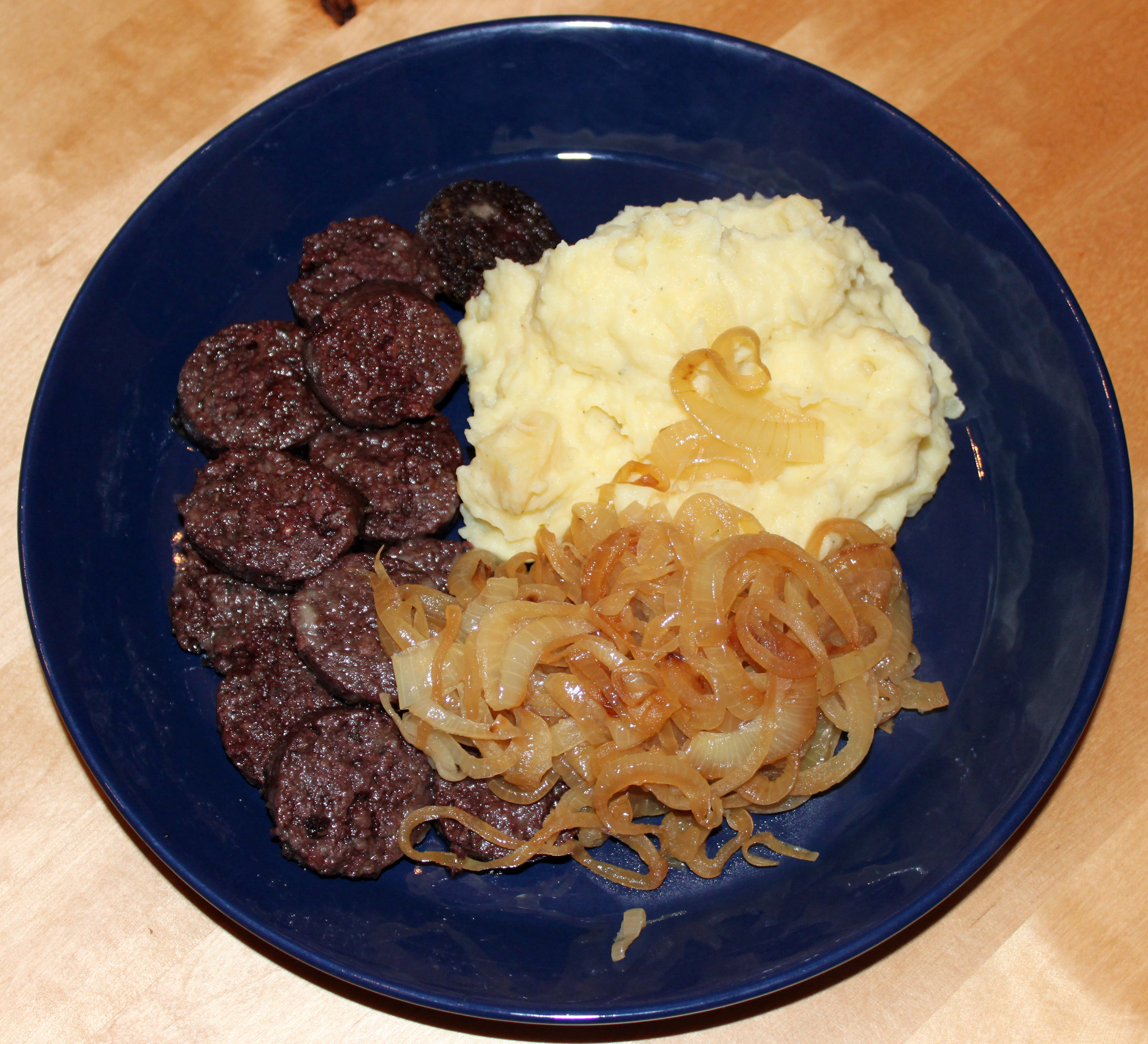
Traditional Himmel und Erde mashed potato and apples, served with blood sausage (Blutwurst) and fried onions

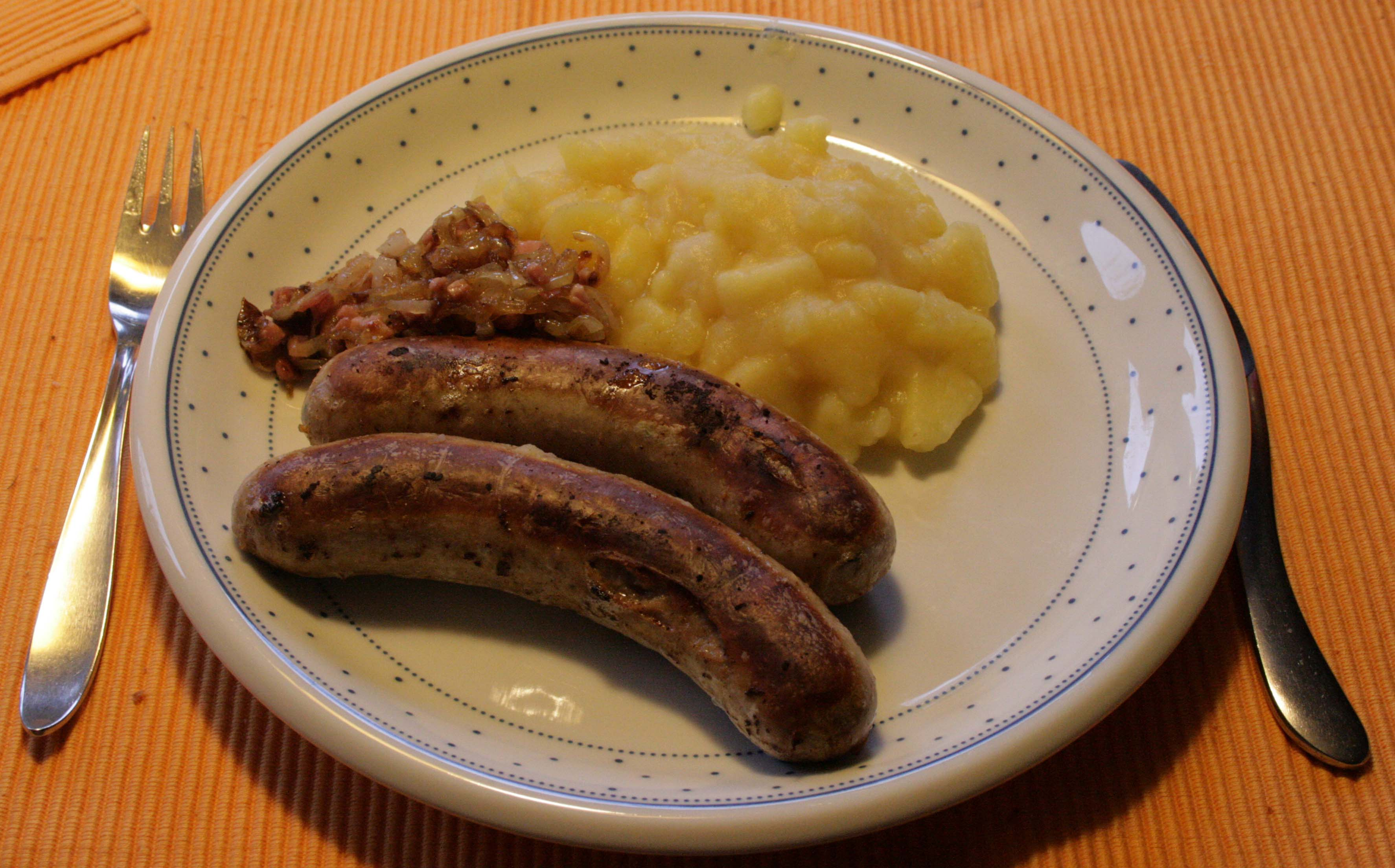
Himmel und Erde with sausage and onions in bacon as served in Westphalia

ヒンメル・ウント・エアデ(Himmel und Erde)は、伝統的なドイツ料理で、マッシュポテトと煮込んだリンゴを合せたものである。しばしばスライスしたブラッドソーセージが添えられる。
この料理は、ラインラント、ヴェストファーレン、ニーダーザクセン州、そして歴史的にシレジアで人気がある。18世紀から知られている。

## 料理名
料理名は、ドイツ語で「天と地」という意味である。これは、ドイツ南部でジャガイモを「地のリンゴ」(Erdäpfel)と呼ぶことに由来する。果実のリンゴは木の枝に実を結ぶため、この料理ではジャガイモに対して「空」の方のリンゴという位置づけである。ドイツ語でHimmelは「空」や「天国」、Erdeは「地」を表す。ラインラントでは、方言を反映して、しばしばHimmel un Äädと書かれる。

## オランダ
マッシュポテトとリンゴの組み合わせは、オランダのヘルダーラント州と北ブラバント州でも人気があり、hete bliksem（熱い稲妻）として知られる。オランダ風のものは、スタンポットのようにジャガイモとリンゴを混ぜ、煮込んだナシを加えることもある。